# Akiko (ジャズ歌手)
akiko（あきこ、1976年12月14日 - ）は、日本のジャズシンガー。

## 略歴
- 2001年6月、アルバム『GIRL TALK』でユニバーサルミュージック傘下のヴァーヴ・レコードよりデビュー。同レーベルでは初の日本人女性シンガー。また、このアルバムで『スイングジャーナル』誌主催2001年ジャズディスク賞〈ニュースター賞〉を受賞する。
- 『Mood Swings』『mood indigo』では須永辰緒を、『LITTLE MISS AND JIVE GOES AROUND THE WORLD!』では 小西康陽をプロデューサーとして迎えている。
- 日本テレビ系『金曜特別ロードショー』夏休みアニメスペシャル『ルパン三世 アルカトラズコネクション』のオープニングテーマ「Lupin The Third」、エンディングテーマ「WHAT'S THE WORRY?」を大野雄二トリオとフィーチャリングしている。
- また、コラボレーションとしてはジャズバンドであるquasimodeのリミックスアルバムに参加。彼らのライヴではスペシャルゲストとして迎えられることも多い。
- 2011年より三井不動産レジデンシャルのCMソングとして「Across the Universe」のカバーが使用されている。

## 系譜
- 2001年-2004年 - TOKYO FM『JAZZ in TOKYO』｜番組ナビゲーター
- 2002年-2003年 - CROSS FM『akiko da joe』｜番組ナビゲーター
- 2003年-2004年 - エスティローダー｜スポークスレディ
- 2004年 - 台中ジャズ・フェスティバル出演・台湾でのアルバム発売決定
- 2006年 - アルバム「Little Miss Jazz & Jive」収録『Around the World』がクラリオンCMに使用
- 2007年 - 韓国でのアルバム発売、プロモーション、ジャズ・フェスティバルの出演、7月・フジロック・フェスティバル出演、アルバム「Vida」収録『バトゥカーダ』が「日本テレビ南米サッカー2007」テーマソングに使用
- 2009年 - Billbard JAPAN Music Awards 第1回授賞式パフォーマンス
- 2010年 - カネボウ化粧品”suisai”CM曲『プリティー・ウーマン』歌唱
- 2011年 - タイにてアルバム発売開始、三井不動産レジデンシャル『Across the Universe』楽曲タイアップ
- 2012年
  - 6月 - サントリーxタワーレコード『No Music, No Whiskey』 CF出演
  - 7月 - デンマーク～ポーランド・ツアー、ポーランドのジャズ・フェスティバル Jazz Na Buduku出演
  - 8月 - タワーレコード『No Music, No Life』CF出演
- 2013年
  - 7月 - ポーランドツアー「Ladies’ Jazz Festival」他、ジャズ・フェスティバルやコンサート計8本出演
  - 11月 - コンピレーションCD付書籍「JAZZ ME UP!」刊行
- 2014年
  - 11月 - ポーランド・スロヴァキアツアー
  - NHKドラマ10「紙の月」歌唱
- 2015年
  - CASIO 「オシアナス」アンバサダー
  - 1月 - ポーランドツアー
- 2016年
  - 6月 - ドイツ、ベルリン「熊本地震チャリティーコンサート」
  - 7月 - イタリアツアー「Peperonchino Jazz Festival」他出演
- 2017年1月 - わかさ生活「レスペラトロールの水」CM曲タイアップ
- 2018年4月 - 初の著作『ジャズを詠む』（DU BOOKS）刊行
- 2020-2023年　LA PRAIRIE アンバサダー『Voice』
- 2022年 SUNTORY Whiskey "Ao" CM曲『Cross Road』歌唱
- 2024年
  - アサヒ "GINON" CM曲『L-O-V-E』歌唱
  - 10月公開の映画『徒花-ADABANA-』の音楽監督を務める
  - 6月 - アイルランド、イタリアツアー

## ディスコグラフィ

### オリジナルアルバム
1. GIRL TALK（2001年6月26日）
2. upstream（2001年11月21日）
3. hip pop bop（2002年6月26日）
4. akiko's holiday（2003年2月26日）
5. Mood Swings（2003年10月22日）
6. mood indigo（2004年6月23日）
7. simply blue（2005年6月22日）
8. LITTLE MISS JAZZ & JIVE GOES AROUND THE WORLD!（2005年11月23日）
9. Collage（2006年4月5日）
10. Vida（2007年4月25日）
11. a white album（2007年11月7日）
12. What's Jazz? -STYLE-（2008年10月22日）
13. What's Jazz? -SPIRIT-（2008年11月12日）
14. HIT PARADE -LONDON NITE TRIBUTE-（2009年6月24日）
15. Words（2009年12月2日）
16. BEST 2005-2010（2010年11月3日）
17. Across the Universe（2011年11月16日）
18. Swingy, Swingy（2012年5月2日）
19. 黒い瞳／Dark Eyes（2012年8月29日）
20. JAZZ ME NY（2014年8月27日）
21. Rockin' Jivin' Swingin'（2015年2月4日）
22. Elemental Harmony（2016年6月22日）
23. Have Yourself A Merry Little Christmas（2017年11月1日）
24. spectrum [akiko×林正樹]（2019年8月7日）
25. Ukulele Lady（2021年6月21日）
26. Ukulele Lady2（2022年6月30日）
27. ジャズを詠む [akiko×海野雅威トリオ]（2023年8月2日）
28. 満たされた空虚 [Emptiness Fulfilled - inspired by ADABANA}（2024年10月2日）

### シングル
1. Water of March（2002年5月22日）

### 配信シングル
1. Love Theme from 'Spartacus'（2021年9月10日）
2. The Transformer（2021年10月8日）
3. 花笠音頭（2021年11月12日）
4. Real（2021年12月10日）
5. Magic Number（2022年1月28日）
6. I'm Every Woman（2022年2月11日）
7. Love Is Stronger Than Pride（2022年3月31日）
8. Funkin' for Jamaica（2022年4月30日）
9. Somebody Else's Guy（2022年5月31日）
10. Love Theme from 'Spartacus' (Clear Day Remix)（2022年7月29日）
11. Somebody Else's Guy (Revisited Dub)（2022年9月29日）
12. I'm Every Woman (Disco Version)（2022年12月7日）
13. No Ordinary Love（2023年11月22日）
14. Let Go （2023年12月30日）

### 7インチシングル
1. Love Theme 'From Spartacus'（2022年4月23日）
2. I'm Every Woman（2022年4月23日）
3. Winter Wonderland / Jingle Bell Rock（2022年11月3日）
4. Santa Claus Is Coming To Town（2022年11月3日）
5. Funkin' for Jamaica（2022年12月3日）
6. Somebody Else's Guy（2023年4月22日）
7. Come On-A My House（2023年4月22日）
8. No Ordinary Love（2024年4月20日）

### 著作
- 『ジャズを詠む』（DU BOOKS）

### 参加作品
- 大野雄二トリオ『WHAT'S THE WORRY? / LUPIN THE THIRD』(2001/8/1)
- 佐藤竹善『CORNERSTONES 2 』佐藤竹善feat.akiko「Take Good Care Of My Heart」(2002/12/18)
- 小原明子『AK-Note』小原明子feat. akiko&ブルーイfrom Incognito「Out of the Blue 」(2003/3/5)
- V.A.
  - 『G.Lasts...tribute to GODZILLA 50th 』akiko bond mold「What's Wrong」(2004/12/3)
  - 『Carol Tribute』akiko「Funky Monkey Baby」（2023/8/27)
  - 『Down Beat Ruler vol.1』 akiko&CaSSETTE CON-LOS「Too Much Weight」(2007/4/24)
  - 『Down Beat Ruler vol.3』 akiko&ERIBAKU『Golden Earrings』(2009/12/2)
- Studio Apartment『People To People』Studio Aprtment  feat.akiko「Evolution」(2005/7/6)
- Arvin Homa Aya『Amazing』「Girls Are Just Girls」(2006/10/18)
- Equip『For Your Love』「Precious Love」(2007/9/26)
- re:jazz『Nipponized』「Twiggy Twiggy」(2008/12/4)
- 吉澤はじめ
  - 『Music from the Edge of the Universe』「Rise Me Up」(2005/9/7)
  - 『JAPAN』「Seeds of Spring」(2008/8/13)
- 福富幸宏『THE TRANSFORMER REMIX WORKS BY YUKIHIRO FUKUTOMI』「The Transformer」(2007/4/25)
- Quasimode『Four Pieces - The Best Selection』「Ascention (Land of Freedom part.2)」(2012/3/7)
- クリヤ・マコト『Art for Life: All-star Sessions』「The Days of Wine and Roses」(2011/3/16)
- カルメラ『誰そ彼レゾナンス』「Desafinado」(2021/5/12)
- Matter Halo「Ciao」(2023/12/6)